# Sturmgeschütz IV
Sturmgeschütz IV (StuG IV) (SdKfz 167) a fost un autotun fabricat de Germania nazistă și utilizat de armata germană în timpul celui de-al Doilea Război Mondial. Vehiculul avea la bază șasiul tancului Panzer IV și suprastructura tunului de asalt StuG III.

## Proiectare
În noiembrie 1943, fabrica Alkett a fost bombardată, iar producția de tunuri de asalt StuG III a scăzut semnificativ. Din acest motiv, pe 6 decembrie 1943, Hitler a decis ca suprastructura StuG III să fie montată pe șasiul tancului Panzer IV. Uzinele Krupp au întrerupt producția tancurilor Panzer IV și au produs exclusiv StuG IV începând cu luna ianuarie 1944.
Vehiculul era construit din șasiul nr. 7 al tancului mediu Panzerkampfwagen IV și suprastructura tunului de asalt StuG III model Ausf. G. Din cauza acestei modificări, poziția mecanicului conductor a fost schimbată. Acesta avea postul de luptă într-o cabină blindată (accesibilă printr-un oblon) și nu în interiorul suprastructurii. Manevrarea vehiculului era realizată prin intermediul a două sisteme de tip periscop prin care șoferul vedea în exterior. În vara anului 1944, mitraliera a fost înlocuită cu un model controlat din interior. Armamentul era același ca și la StuG III: un tun de calibrul 7,5 cm StuK 40 L/48 și o mitralieră MG 34.
Produția totală a fost de 1108 vehicule. În plus, 31 de tancuri Panzer IV scoase din luptă și retrase de pe front au fost transformate în StuG IV.

## Utilizare
StuG IV a fost folosit între anii 1944 și 1945 atât ca vânător de tancuri, cât și ca tun de asalt. Vehiculul a fost repartizat, la fel ca și StuG III, în cadrul brigăzilor independente de Sturmartillerie (Artilerie de asalt), detașamentelor de vânători de tancuri Panzerjäger, precum și detașamentelor de tancuri și tunuri de asalt din cadrul diviziilor Panzer, Panzergrenadier și de infanterie germane.